# Гаррієт Табмен
Гаррієт Табмен (англ. Harriet Tubman, при народженні Арамінта Росс, англ. Araminta Ross, 1820, округ Дорчестер, Меріленд — 10 березня 1913, Оберн, штат Нью-Йорк) — американська аболіціоністка, феміністка, суфражистка та соціальна реформаторка, національна героїня. Лише в 1850-х за 19 поїздок Підпільною залізницею звільнила понад 300 рабів і надихнула на втечу тисячі. Медсестра і розвідниця під час Громадянської війни 1861–1865. Канонізована англіканською церквою. На честь діячки названо астероїд 241528 Табмен.

## Біографія

### В рабстві
Арамінта Росс народилася 11-ю дитиною в родині рабів Гаррієт Грін і Бена Росса в 1820 році і виросла на фермі в графстві Дорчестер, Меріленд. Точна дата і місце народження невідомі. 
Вже з 7 років працювала як прислуга та виконувала різну хатню роботу і доглядала за господарськими дітьми на сусідніх фермах. Потім стала працювати на плантації, як і решта її рідні. 
У 13 років білий наглядач у магазині зажадав її допомоги в побитті раба-втікача. Коли Арамінта відмовилася і стала на шляху наглядача, той кинув у її голову двофунтову гирю. Від удару дівчинка ледь не загинула. Одужання тривало довгі місяці, травма непокоїла її все життя і навіть провокувала видіння.
У 24 роки одружилася з Джоном Табменом, вільним темношкірим. Але коли завела розмову про втечу з рабства на північ, чоловік навіть чути про це не хотів — погрожував здати її, що якщо вона спробує втекти. Однак вона побоювалася, що її продадуть у рабство далі на південь, і коли нарешті зважилася шукати щастя і втекти на північ у 1849 році, то зробила це зі своїми братами Беном і Генрі, таємно від чоловіка. Перша спроба втечі закінчилася провалом — брати, що втекли разом з Табмен, змусили її повернутися; успішною виявилася друга спроба.

### Підземна залізниця
Втікши у вересні 1849 року з рабства в штаті Меріленд на Північ, Арамінта Росс працювала покоївкою в готелях і клубах спочатку в Філадельфії (штат Пенсільванія), а пізніше в Кейп-Мей (Нью-Джерсі). Коли в 1851 році вона повернулася до чоловіка, то дізналася, що він одружився з іншою.
Вона включилася в аболіціоністський рух, витрачаючи значну частину заощаджень на справу викорінення рабовласництва. У грудні 1850 року вона допомогла втекти своїй племінниці і її малим дітям, яких збиралися продати на аукціоні. До цього часу вже був прийнятий Закон про рабів-утікачів, що дозволяв переслідувати і затримувати їх на територіях, де рабство було вже скасоване, що робило діяльність Табмен ще більш ризикованою.
Проте, з цього моменту вона почала здійснювати свої поїздки на південь з метою звільнення рабів. Активно брала участь у діяльності Підпільної залізниці, що нею темношкірих утікачів переправляли з південних штатів на Північ або в Канаду. До початку Громадянської війни вона звільнила своїх рідних, включаючи більшість братів і сестер.
Коли Гаррієт Табмен було всього 30, її вже називали «Мойсей» за здатність рятувати рабів. Всього в 1850-х вона здійснила 19 поїздок на Південь, особисто звільнивши більше 300 рабів і надихнувши на втечу тисячі. Рабовласники обіцяли велику грошову винагороду за її затримання (до 12 тисяч доларів), проте їм не вдалося схопити ні її, ні її підопічних — за її власними словами, у неї не було жодного провалу і вона «не втратила жодної людини».
Її перша біографка Сара Гопкінс Бредфорд наводила слова Табмен: «Для мене був тільки такий вибір, на який я мала право: свобода або смерть. Вибір був тільки такий: або свобода, або смерть. І якби у мене не було свободи, то у мене було б інше, тобто ніхто не спіймав би мене живою. Я буду боротися за свою свободу, поки вистачить сил. Я буду боротися за свободу, хоч би чого мені це коштувало».

### Збройний шлях
У квітні 1858 року познайомилася з аболіціоністом Джоном Брауном. Як стверджувала Табмен, напередодні його візиту в її будинок вона мала видіння уві сні. Браун високо цінував внесок Табмен, вважав її «кращою за всіх чоловіків, яких йому доводилося зустрічати» і звертався до неї не інакше, як «Генерал Табмен». Табмен поділяла його думку, що загальне звільнення рабів можливе лише збройним шляхом.

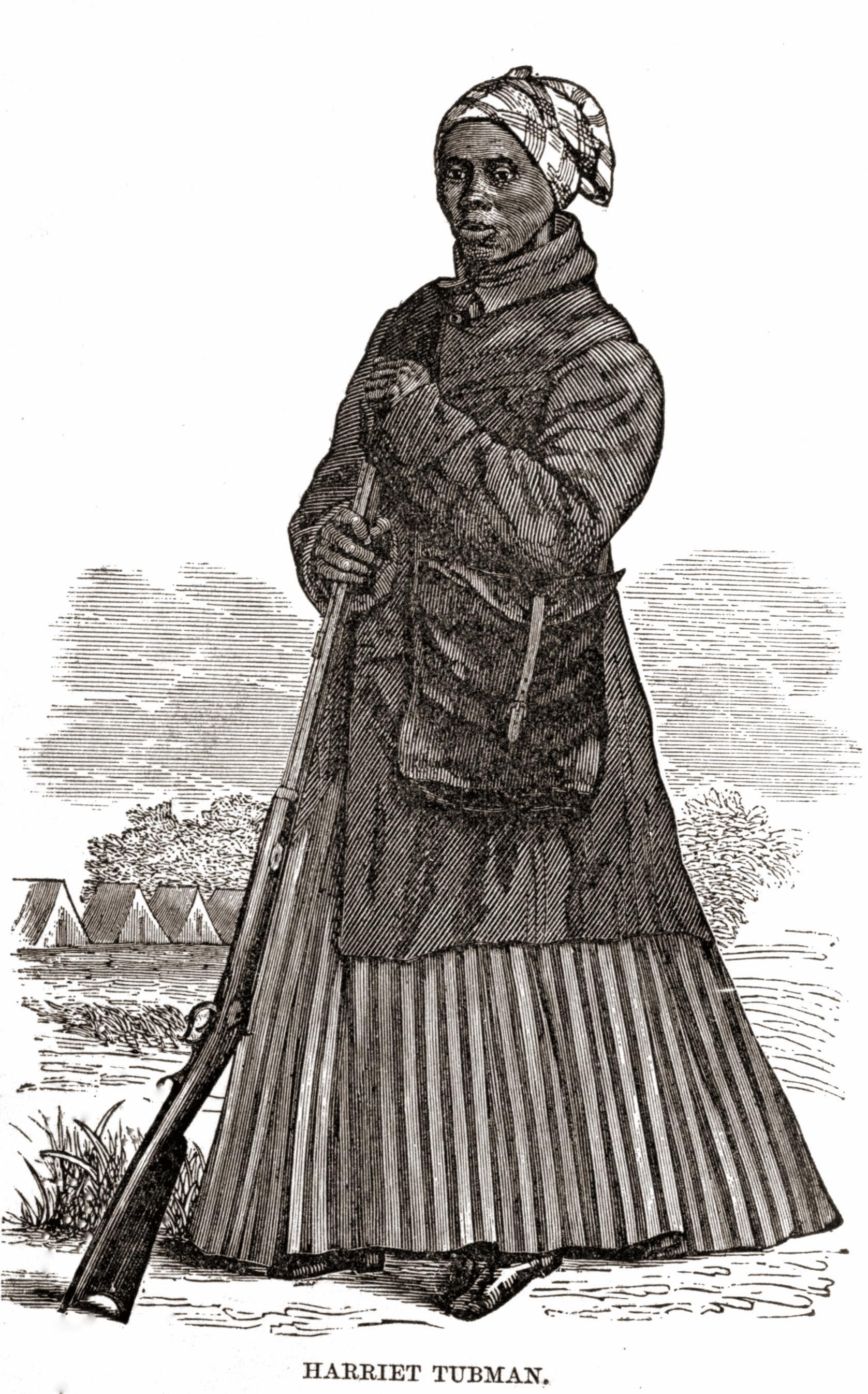
Гравюра із зображенням Табмен в формі періоду Громадянської війни

Залишаючись на зв'язку з Брауном, на зустрічі в Канаді в травні 1858 року дізналася про його намір зайняти федеральний арсенал у Гарперс-Феррі (Західна Вірджинія), після чого допомогла йому набирати добровольців, зброю і гроші для цієї мети і скласти план. Обізнаність про мережі повідомлення та постачання в прикордонних з Канадою штатах була для цієї справи безцінною.
Передбачалося, що Табмен з підмогою приєднаються до рейду Брауна, проте коли восени 1859 року він зі своїми людьми розраховували почати виступ, вони не змогли зв'язатися з Табмен. Вважається, що вона не змогла приєднатися до рейду 16 жовтня 1859 року через важку хворобу (за менш поширеною думкою, вона поділяла скепсис аболіціоніста Фредеріка Дугласа щодо дієвості плану Брауна або ж усе ще рекрутувала колишніх рабів в канадському штаті Онтаріо). Після страти Брауна Табмен говорила, що «Джон Браун не загинув на шибениці … Він не був звичайною людиною, в ньому був Господь» і «своєю смертю він зробив більше, ніж сотня людей своїм життям».

### Громадянська війна
В роки Громадянської війни 1861–1865 роки Гаррієт Табмен боролася в армії північних штатів проти рабовласників Півдня. Була медсестрою і розвідницею. Влітку 1863 року брала участь в рейді темношкірого партизанського загону, який звільнив 750 рабів.
Табмен довго намагалася випросити собі військову пенсію — 1800 доларів в якості простроченого платежу від федерального уряду, який відмовився визнати її ветеранський статус. Коли в 1899 році вона, нарешті, офіційно вийшла на пенсію, то гроші вона отримала не за свої особисті заслуги у війні, а як вдова Нельсона Девіса — ветерана громадянської війни, з яким одружилася у 1869 році.

### Подальша боротьба

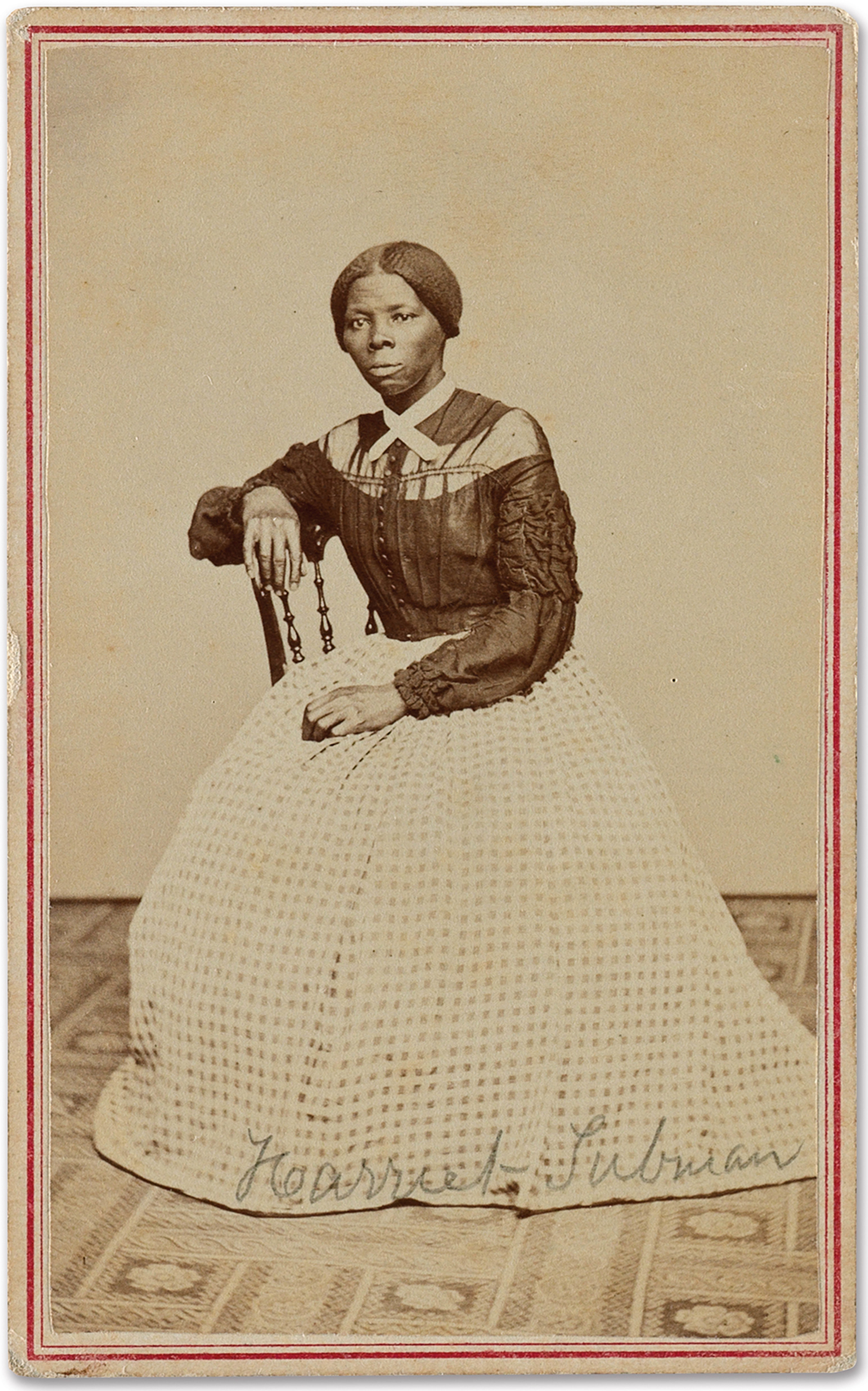
Гаррієт Табмен в кінці 1860-х років

Після війни Гаррієт Табмен прожила ще понад 50 років, протягом яких часто була вимушена злидарювати, намагаючись прогодувати своїх батьків і численних родичів, а також велику кількість бездомних людей, які шукали притулок і їжу на її фермі в Оберні (штат Нью-Йорк), де вона мешкала з 1857 року. Незважаючи на це, вона також утримувала дві школи на Півдні для колишніх рабів. Будинок для літніх в Оберні Табмен змогла відкрити лише після тривалої боротьби з місцевими бюрократами у 1908 році.
Після війни Гаррієт Табмен продовжувала боротьбу проти поневолення афроамериканців і за рівні права для жінок. Вона брала участь у русі суфражисток поряд з Сьюзен Ентоні, виступаючи у Нью-Йорку, Вашингтоні та Бостоні з лекціями, в яких розповідала про свій приклад і внесок інших жінок в перемогу як свідоцтво рівності чоловіків і жінок. Була головною доповідачкою на першій зустрічі Федерації афроамериканських жінок у 1896 році.
У 1869 році було опубліковано її першу біографію «Сцени з життя Гаррієт Табмен» (англ. Scenes in the Life of Harriet Tubman), написану Сарою Гопкінс Бредфорд, що писала дитячі книги, викладала в недільній школі, яка збирала гроші для сім'ї Табмен і читала біблійні історії її старим батькам. У наступних редакціях назва була змінена на «Гаррієт Табмен — Мойсей свого народу» (англ. Harriet Tubman: The Moses of Her People).
На початку XX століття Табмен активно брала участь в житті Африканської методистської єпископальної церкви Сіону.
10 березня 1913 року Гаррієт Табмен померла від пневмонії у віці понад 90 років. Була похована на кладовищі Форт-Гілл з військовими почестями.

## Пам'ять
Через рік після смерті Гаррієт Табмен за вказівкою міської влади відкрили меморіальну дошку «Пам'яті Гаррієт Табмен».
Гаррієт Табмен внесена до Національної зали слави жінок США.

### Табмен на банкнотах
У 2016 році було прийнято рішення розмістити портрет Гаррієт Табмен на банкноті номіналом двадцять доларів замість президента Ендрю Джексона, колишнього работоргівця і прихильника жорсткої політики проти індіанського корінного населення. Цю ідею запропоновала ініціативна група «Жінки на двадцятидоларових купюрах» (англ. Women On 20s), що ставила собі за мету у 2020 році відзначити сторіччя здобуття жінками виборчих прав портретом жінки на доларовій купюрі. За кандидатуру Табмен проголосувала більшість учасників інтернет-опитування, що дозволило їй обійти 14 інших кандидатур, включаючи Елеонору Рузвельт, Розу Паркс і першу жінку-вождя черокі Вілму Менкіллер. До цього на банкноті номіналом 20 доларів вже зображувалися жінки: богиня Свободи в 1863 році та Покахонтас в 1865 році. Але станом на 2021 рік не було прийнято ніяких конкретних кроків для реалізації цього рішення.

### Канонізація
Англіканська свята. Її пам'ять разом з Елізабет Кеді Стентон, Амелією Блумер і Сожурне Трус у календарі святих Єпископальної церкви вшановується 20 липня.